# Allium artemisietorum
Allium artemisietorum là một loài thực vật có hoa trong họ Amaryllidaceae. Loài này được Eig & Feinbr. mô tả khoa học đầu tiên năm 1943.